# Parapelecopsis
Parapelecopsis es un género de arañas araneomorfas de la familia Linyphiidae. Se encuentra en ña zona paleártica.

## Lista de especies
Según The World Spider Catalog 12.0:
- Parapelecopsis conimbricensis Bosmans & Crespo, 2010
- Parapelecopsis mediocris (Kulczynski, 1899)
- Parapelecopsis nemoralioides (O. Pickard-Cambridge, 1884)
- Parapelecopsis nemoralis (Blackwall, 1841)
- Parapelecopsis susannae (Simon, 1915)